# Calypso Rose
Linda McCartha Monica Sandy-Lewis (Bethel Village, Tobago, 27 de abril de 1940), conocida por su nombre artístico Calypso Rose, es una activista y cantante trinitense. Considerada la "madre del calipso", fue la primera estrella femenina del calipso y sus letras abordan con frecuencia temas sociales como el racismo y el sexismo. Su influencia sobre el género musical calipso obligó a cambiar el nombre del concurso Calypso King a Calypso Monarch.

## Trayectoria
Calypso Rose nació bajo el nombre de Linda McCartha Monica Sandy-Lewis en la isla de Tobago, que recibió en homenaje a Douglas MacArthur. Calypso Rose fue el cuarto hijo de su madre, Dorchea Sandy, quien tuvo un total de trece hijos, dos de los cuales fallecieron. Su padre, Altino Sandy, era un líder de los Bautistas Gritones Espirituales. Su abuela era originaria de Guinea Francesa y terminó en Tobago porque fue secuestrada y vendida allí. Creció en el pequeño pueblo de Bethel en la isla de Tobago, una de las dos islas caribeñas que forman Trinidad y Tobago y la cuna del calipso. Vivió con sus padres y sus diez hermanos en una casa de dos habitaciones hasta que cumplió nueve años, momento en el que se fue a vivir con su tía y su tío en la vecina isla de Trinidad. Poco después de llegar a Trinidad, comenzó a sufrir acoso porque era una "pequeña isleña".
Calypso Rose comenzó a cantar en carpas de calipso en la década de 1950 a los 15 años en contra de sus duras críticas, y tuvo la oportunidad de actuar en diferentes lugares desde Granada, San Vicente hasta las Islas Vírgenes de los Estados Unidos. Su familia era muy tradicional y al principio se oponía a que ella cantara en las carpas de Carnaval; su padre decía que "el calipso pertenece al diablo". Al comienzo de su carrera musical, tomó el nombre de Crusoe Kid, como referencia a la novela Robinson Crusoe. Después de escucharla actuar, los mánager de Young Brigade la rebautizaron como Calypso Rose porque la rosa es considerada la madre de todas las flores y ella se considera la madre de las mujeres calypsonianas que vinieron después de ella.
En 1966 actuó con Mighty Sparrow. Ese año, escribió la canción "Fire in Meh Wire", que se volvió internacional y fue traducida a ocho idiomas diferentes, y fue el primer calipso en sonar dos años seguidos en el Carnaval de Trinidad. En 1967, actuó con Bob Marley en el Grand Ballroom de la ciudad de Nueva York y más tarde volvieron a actuar juntos en Miami.
Con la creación de otra canción llamada "Tempo", pudo convertirse en la primera mujer en ganar el título nacional de Road March. Poco después, en 1978, interpretó "Her Majesty" y "I Thank Thee" y pudo ganar otra Road March nacional y se convirtió en la primera en ganar Calypso King, que cambió de nombre a Calypso Monarch debido a la integración de mujeres en una competencia hasta ese momento dominada por hombres. A mediados de la década de 1970, Rose se había mudado a Queens, Nueva York. Grabó para los sellos Brooklyn Straker's Records y Charlie's Records, y utilizó la ciudad como base para giras internacionales.
En 1978 conoció a Michael Jackson y Miriam Makeba, cuando ganó la Trinidad Road March. En 1979, Calypso Rose actuó en un concierto organizado por la Asociación de Estudiantes del Caribe de Colombia y luego fue reseñado por Robert Palmer (escritor) del New York Times. Su álbum "Far From Home" la llevó a colaborar con el cantante franco-español Manu Chao. Colaboró también con Machel Montano en una canción llamada "Young Boy" y con Kobo Town en una canción llamada "Scarborough Girl".
Ha participado en documentales como "Calypso at Dirty Jim's" y "Calypso Rose, Lioness in the Jungle". "Calypso at Dirty Jim's" fue dirigida por Pascale Obolo y se produjo en 2005. En ella se tratan temas de muchos artistas caribeños como Mighty Sparrow, Mighty Terror, Bomber, Lord Superior y Calypso Rose. "Calypso Rose, Lioness in the Jungle" fue producido en 2011, también realizado por Pascale Obolo, y sigue su vida como una voz destacada y embajadora de la música caribeña.
En 2019, lanzó una canción titulada "Baila Mami" del nuevo EP Calypso Rose & Friends con Nailah Blackman, Lao Ra, Manu Chao, Machel Montano, Patrice, Tim Armstrong & The Interrupters y King Doudou. Ese mismo año, actuó en Coachella, siendo la primera vez que un intérprete de calipso tocó un set completo en el festival. Además, con 78 años, se convirtió en la artista de mayor edad del festival hasta la fecha.
En total, ha compuesto más de 1000 y grabado más de 20 álbumes. La música de Calypso Rose ha sido conocida por su narrativa política y de justicia social. Su canción "No Madam", sobre la práctica de la explotación laboral en el Caribe, llevó al gobierno de Trinidad y Tobago a promulgar un salario mínimo para los funcionarios públicos.
Recibió el título de Embajadora de Buena Voluntad de UNICEF para los ex niños soldados, además de actuar en numerosos eventos a favor del cambio social.

## Vida personal
Fue violada a los 18 años y desde ese momento no buscó una relación con un hombre. Se declaró lesbiana en una entrevista a la edad de 72 años, momento en el que ya llevaba 17 años casada con una mujer. Sobrevivió a un cáncer de mama en 1996, un cáncer de estómago en 1998, diabetes y dos ataques cardíacos.

## Reconocimientos
Ha recibido todos los premios disponibles para los artistas vivos en el Caribe.
- 1978: Premio al logro sin precedentes de un calipsoniano de la Alianza de Trinidad y Tobago de los Estados Unidos[25]
- 1978: Premio al Logro Distinguido para el primer Monarca Calipso en obtener la triple Corona del Mundo otorgado por la Sociedad Benevolente de Tobago[26]
- 1979: Premio a la Magnánima Contribución a la Cultura otorgado por el Consejo de Artes y Cultura del Caribe[26]
- 1982: Ciudadana honorífica de Belice en reconocimiento a su labor de sensibilización internacional del país en el ámbito cultural
- 1983: Nombrada Mejor artista calipsoniana femenina por la Institución Smithsonian, Washington D. C.[25][26]
- 1985: Best Female Recording Artist Award por CEI[25][26]
- 1986: Reconocimiento por los logros en materia de progreso humano de la Organización de Ciudadanos Preocupados de Liberia[26]
- 1988: Agradecimiento y reconocimiento por el desarrollo de las artes y la cultura en Belice por parte del Consejo Nacional de las Artes de Belice[26]
- 1988: Nombramiento como Embajador Principal de la Cultura por la Asociación del Día de las Indias Occidentales[26]
- 1989: Humanitarian Award por Sunshine Music Awards[26]
- 1989: Reconocimiento por la contribución al steelpan por parte de los Calypso and Steelband Music Awards[26]
- 1989: Best Party Song por Sunshine Music Awards[26]
- 1989: Best Female Vocalist por Sunshine Music Awards[26]
- 1990: Nafeita Lifetime Achievement Award[26]
- 1991: Outstanding Female in the Field of Music Award por el National Woman's Action Committee[25][26]
- 1991: Most Outstanding Woman in Trinidad and Tobago por el National Women's Action Committee[25][26]
- 1993: Miembro fundadora del paseo de la fama de Tobago[25][26]
- 1993: Llave de la ciudad de St. Catharines, Ontario, Canadá[27]
- 2011: Africa Festival Lifetime Achievement Award
- 2014: Honorary Doctor of Letters - Universidad de las Indias Occidentales
- 2016: WOMEX Artist of the Year Award[28]
- 2017: World Music Album of the Year en el Victoires de la Musique[29][30]
- 2017: Orden de la República de Trinidad y Tobago, el más alto honor del país[31]

## Películas
- 1979 - Bacchanal Time
- 1991 - One Hand Don't Clap
- 2011 - Calypso Rose: the Lioness of the Jungle